# Arans
Arans (prononcé en catalan : /əˈɾans/, et localement : /aˈɾans/) est l'un des huit villages de la paroisse d'Ordino en Andorre. Il comptait 239 habitants en 2017.

## Toponymie
Le toponyme Arans serait d'origine bascoïde,. Le linguiste catalan Joan Coromines avance une construction à partir de la racine arans (« plante épineuse ») qui donne aujourd'hui le mot arantza (« épine ») en basque.  Il rapproche en ce sens Arans d'autres toponymes andorrans qu'il considère construits sur la même racine tels que Arinsal et Ransol ou encore le village d'Aransís dans le Pallars. Xavier Planas Battle et ses co-auteurs ne remettent pas en cause l'origine bascoïde du toponyme mais objectent à l'hypothèse de Coromines l'absence de concordance entre la racine arans et la végétation des environs de Ransol. 
Les formes anciennes suivantes du toponyme sont attestées : Aranss (en 1176), Arans (en 1241, 1390, 1440 et 1485).

## Géographie

### Localisation
Le village d'Arans se trouve dans la vallée glaciaire de la Valira del Nord, sur la rive droite de la rivière, à une altitude de 1 385 m. Un verrou glaciaire rocheux rétrécissant la vallée surplombe le village d'Arans à l'ouest (Plana del Grau,). Ce dernier protège le village de potentielles avalanches issues de ce versant de la vallée.
Arans se trouve également le long de la route CG-3 entre les villages de La Cortinada au sud et de Llorts au nord. Le village d'Arans se situe ainsi à 3 km d'Ordino et à une quinzaine de kilomètres de la capitale Andorre-la-Vieille. 
Le GR 11 espagnol passe par le village et permet de rejoindre Arinsal à pied par le Coll de les Cases.

### Climat
| Mois                              | jan. | fév. | mars | avril | mai   | juin | jui. | août | sep. | oct. | nov. | déc. | année |
| --------------------------------- | ---- | ---- | ---- | ----- | ----- | ---- | ---- | ---- | ---- | ---- | ---- | ---- | ----- |
| Température minimale moyenne (°C) | −2,9 | −2,8 | −0,7 | 1,2   | 4,8   | 8,4  | 10,8 | 10,6 | 7,7  | 4,6  | 0,5  | −1,9 | 3,4   |
| Température moyenne (°C)          | 1,4  | 2,1  | 4,5  | 6,1   | 10,1  | 14,2 | 17,1 | 16,8 | 13,5 | 9,6  | 4,8  | 2,2  | 8,5   |
| Température maximale moyenne (°C) | 5,6  | 6,8  | 9,7  | 11    | 15,2  | 19,9 | 23,4 | 22,7 | 19   | 14,5 | 9,2  | 6,2  | 13,6  |
| Précipitations (mm)               | 67,7 | 40,3 | 53,1 | 88,1  | 102,7 | 91,6 | 67,3 | 83,4 | 86,2 | 86,5 | 92,6 | 77,4 | 936,8 |

## Patrimoine
- la « Route du fer » est un itinéraire touristique reliant l'ancienne mine de Llorts à la forge Rossell passant par le village d'Arans et permettant de découvrir l'histoire de la sidérurgie andorrane[11].

## Démographie
Une source de 1838 ne signale que l'existence de quelques maisons à Arans sans donner d'estimation concernant la population. Une seconde source, de 1875, décrit la présence « d'habitations rapprochées » regroupant 12 habitants.

### Époque contemporaine
| 1984 | 1985 | 1986 | 1987 | 1988 | 1989 | 1990 | 1991 | 1992 |
| ---- | ---- | ---- | ---- | ---- | ---- | ---- | ---- | ---- |
| 41   | 34   | 44   | 56   | 70   | 73   | 74   | 100  | 111  |

| 1993 | 1994 | 1995 | 1996 | 1997 | 1998 | 1999 | 2000 | 2001 |
| ---- | ---- | ---- | ---- | ---- | ---- | ---- | ---- | ---- |
| 104  | 126  | 145  | 161  | 182  | 204  | 203  | 201  | 192  |

| 2002 | 2003 | 2004 | 2005 | 2006 | 2007 | 2008 | 2009 | 2010 |
| ---- | ---- | ---- | ---- | ---- | ---- | ---- | ---- | ---- |
| 193  | 207  | 210  | 216  | 220  | 221  | 217  | 207  | 214  |

| 2011 | 2012 | 2013 | 2014 | 2015 | 2016 | 2017 | - | - |
| ---- | ---- | ---- | ---- | ---- | ---- | ---- | - | - |
| 217  | 231  | 223  | 224  | 217  | 218  | 239  | - | - |